# سیارک ۱۵۶۱۷
سیارک ۱۵۶۱۷ (به انگلیسی: 15617 Fallowfield، نامگذاری:2000HK10) پانزده هزار و ششصد و هفدهمین سیارک کشف شده‌است که در ۲۷ آوریل ۲۰۰۰ کشف شد.
قدر مطلق سیارک برابر ۱۶.۲ است.